# Chukdong-myeon
Chukdong-myeon (koreanska: 축동면) är en socken  i kommunen Sacheon i provinsen Södra Gyeongsang i den södra delen av Sydkorea, 290 km söder om huvudstaden Seoul. 